# Clint Essers
Clint Essers (Maastricht, 21 januari 1997) is een Nederlands voetballer die als verdediger voor FC Eindhoven speelt. FC Eindhoven is een professionele Nederlandse voetbalclub en komt uit in Keuken kampioen Divisie.

## Carrière
Clint Essers speelde in de jeugd van Fortuna Sittard, en kwam vooral voor Jong Fortuna Sittard uit. Hij debuteerde op 7 april 2017 voor Fortuna Sittard in het betaald voetbal, in de met 4-1 gewonnen thuiswedstrijd in de Eerste divisie tegen Helmond Sport. Hij kwam in de 83e minuut in het veld voor Jorrit Smeets. In het seizoen 2017/18 werd hij een vaste waarde bij Fortuna, wat tweede werd in de Eerste divisie en naar de Eredivisie promoveerde. Hij speelde tot 2021 voor Fortuna Sittard, waar hij op het laatst nauwelijks meer in actie kwam. Hierna vertrok hij na een proefperiode bij FC Emmen transfervrij naar de club uit zijn geboortestad, MVV Maastricht. Na een half seizoen scheurde hij zijn kruisband, waardoor hij een klein jaar niet in actie kon komen. In 2023 werd zijn contract niet verlengd. In januari 2024 sloot hij na een half jaar zonder club aan bij de Duitse Regionalligaclub SG Barockstadt Fulda-Lehnerz.

### Statistieken
| Seizoen                        | Club            | Land           | Competitie        | Competitie | Competitie | Beker | Beker | Overig | Overig | Totaal | Totaal |
| Seizoen                        | Club            | Land           | Competitie        | Wed.       | Dlp.       | Wed.  | Dlp.  | Wed.   | Dlp.   | Wed.   | Dlp.   |
| ------------------------------ | --------------- | -------------- | ----------------- | ---------- | ---------- | ----- | ----- | ------ | ------ | ------ | ------ |
| 2016/17                        | Fortuna Sittard | Nederland      | Eerste divisie    | 1          | 0          | 0     | 0     | –      | –      | 1      | 0      |
| 2017/18                        | Fortuna Sittard | Nederland      | Eerste divisie    | 30         | 0          | 2     | 0     | –      | –      | 32     | 0      |
| 2018/19                        | Fortuna Sittard | Nederland      | Eredivisie        | 15         | 0          | 3     | 0     | –      | –      | 18     | 0      |
| 2019/20                        | Fortuna Sittard | Nederland      | Eredivisie        | 18         | 0          | 3     | 0     | –      | –      | 21     | 0      |
| 2020/21                        | Fortuna Sittard | Nederland      | Eredivisie        | 4          | 0          | 0     | 0     | –      | –      | 4      | 0      |
| 2021/22                        | MVV Maastricht  | Nederland      | Eerste divisie    | 15         | 1          | 1     | 0     | –      | –      | 16     | 1      |
| 2022/23                        | MVV Maastricht  | Nederland      | Eerste divisie    | 20         | 1          | 0     | 0     | 1      | 0      | 21     | 1      |
| 2023/24                        | SG Barockstadt  | Duitsland      | Regionalliga S.w. | 0          | 0          | 0     | 0     | –      | –      | 0      | 0      |
| Carrièretotaal                 | Carrièretotaal  | Carrièretotaal | Carrièretotaal    | 103        | 2          | 9     | 0     | 1      | 0      | 113    | 2      |
| Bijgewerkt op 10 februari 2024 |                 |                |                   |            |            |       |       |        |        |        |        |